# Fußball-Weltmeisterschaft 2018/Gruppe E
| Pl. | Land       | Sp. | S | U | N | Tore    | Diff. | Punkte |
| --- | ---------- | --- | - | - | - | ------- | ----- | ------ |
| 1.  | Brasilien  | 3   | 2 | 1 | 0 | 005:100 | +4    | 07     |
| 2.  | Schweiz    | 3   | 1 | 2 | 0 | 005:400 | +1    | 05     |
| 3.  | Serbien    | 3   | 1 | 0 | 2 | 002:400 | −2    | 03     |
| 4.  | Costa Rica | 3   | 0 | 1 | 2 | 002:500 | −3    | 01     |
|     |            |     |   |   |   |         |       |        |

Gruppe E der Fußball-Weltmeisterschaft 2018:

## Costa Rica – Serbien 0:1 (0:0)
| Costa Rica                                                           | Costa Rica | Serbien | Serbien | Aufstellung                          |
| -------------------------------------------------------------------- | --- | --- | ------- | ------------------------------------ |
| Costa Rica                                                           | \| 1. Spieltag \| \| 17. Juni 2018 um 16:00 Uhr (14:00 Uhr MESZ) in Samara (Kosmos-Arena) \| \| Zuschauer: 41.432 \| \| Schiedsrichter: Malang Diedhiou ( Senegal) 1 \| \| Spielbericht \|                                                                           | \| 1. Spieltag \| \| 17. Juni 2018 um 16:00 Uhr (14:00 Uhr MESZ) in Samara (Kosmos-Arena) \| \| Zuschauer: 41.432 \| \| Schiedsrichter: Malang Diedhiou ( Senegal) 1 \| \| Spielbericht \| | Serbien | Aufstellung Costa Rica gegen Serbien |
| Costa Rica                                                           | Keylor Navas – Cristian Gamboa, Jhonny Acosta, Giancarlo González, Óscar Duarte, Francisco Calvo – Johan Venegas (60. Christian Bolaños), David Guzmán (73. Daniel Colindres), Celso Borges, Bryan Ruiz – Marco Ureña (66. Joel Campbell) Cheftrainer: Óscar Ramírez | Vladimir Stojković – Branislav Ivanović, Nikola Milenković, Duško Tošić, Aleksandar Kolarov – Nemanja Matić, Luka Milivojević – Dušan Tadić (83. Antonio Rukavina), Sergej Milinković-Savić, Adem Ljajić (70. Filip Kostić) – Aleksandar Mitrović (90. Aleksandar Prijović) Cheftrainer: Mladen Krstajić | Serbien | Aufstellung Costa Rica gegen Serbien |
| Costa Rica                                                           | 0:1 Kolarov (56.) | | Serbien | Aufstellung Costa Rica gegen Serbien |
| Costa Rica                                                           | Calvo (22.), Guzmán (56.) | Ivanović (59.), Prijović (90.+8′) | Serbien | Aufstellung Costa Rica gegen Serbien |
| Costa Rica                                                           | Spieler des Spiels: Aleksandar Kolarov (Serbien) | | Serbien | Aufstellung Costa Rica gegen Serbien |
| 1. Spieltag                                                          | | |         |                                      |
| 17. Juni 2018 um 16:00 Uhr (14:00 Uhr MESZ) in Samara (Kosmos-Arena) | | |         |                                      |
| Zuschauer: 41.432                                                    | | |         |                                      |
| Schiedsrichter: Malang Diedhiou ( Senegal) 1                         | | |         |                                      |
| Spielbericht                                                         | | |         |                                      |

Serbien gewann durch einen direkt verwandelten Freistoß seines Kapitäns Kolarov. Der Sieg geriet nicht ernsthaft in Gefahr, da Costa Rica sich kaum Torchancen erspielte; vielmehr hatte Kostić in der 76. Minute die Chance auf das 2:0 und damit die vorzeitige Entscheidung.

## Brasilien – Schweiz 1:1 (1:0)
| Brasilien                                                                   | Brasilien | Schweiz | Schweiz | Aufstellung                         |
| --------------------------------------------------------------------------- | --- | --- | ------- | ----------------------------------- |
| Brasilien                                                                   | \| 1. Spieltag \| \| 17. Juni 2018 um 21:00 Uhr (20:00 Uhr MESZ) in Rostow am Don (Rostow-Arena) \| \| Zuschauer: 43.109 \| \| Schiedsrichter: César Arturo Ramos ( Mexiko) 2 \| \| Spielbericht \|            | \| 1. Spieltag \| \| 17. Juni 2018 um 21:00 Uhr (20:00 Uhr MESZ) in Rostow am Don (Rostow-Arena) \| \| Zuschauer: 43.109 \| \| Schiedsrichter: César Arturo Ramos ( Mexiko) 2 \| \| Spielbericht \|                                                                          | Schweiz | Aufstellung Brasilien gegen Schweiz |
| Brasilien                                                                   | Alisson – Danilo, Thiago Silva, João Miranda, Marcelo – Casemiro (60. Fernandinho), Paulinho (67. Renato Augusto) – Willian, Philippe Coutinho, Neymar – Gabriel Jesus (79. Roberto Firmino) Cheftrainer: Tite | Yann Sommer – Stephan Lichtsteiner (87. Michael Lang), Fabian Schär, Manuel Akanji, Ricardo Rodríguez – Valon Behrami (71. Denis Zakaria), Granit Xhaka – Xherdan Shaqiri, Blerim Džemaili, Steven Zuber – Haris Seferović (80. Breel Embolo) Cheftrainer: Vladimir Petković | Schweiz | Aufstellung Brasilien gegen Schweiz |
| Brasilien                                                                   | 1:0 Coutinho (20.) | 1:1 Zuber (50.) | Schweiz | Aufstellung Brasilien gegen Schweiz |
| Brasilien                                                                   | Casemiro (47.) | Lichtsteiner (31.), Schär (65.), Behrami (68.) | Schweiz | Aufstellung Brasilien gegen Schweiz |
| Brasilien                                                                   | Spieler des Spiels: Philippe Coutinho (Brasilien) | | Schweiz | Aufstellung Brasilien gegen Schweiz |
| 1. Spieltag                                                                 | | |         |                                     |
| 17. Juni 2018 um 21:00 Uhr (20:00 Uhr MESZ) in Rostow am Don (Rostow-Arena) | | |         |                                     |
| Zuschauer: 43.109                                                           | | |         |                                     |
| Schiedsrichter: César Arturo Ramos ( Mexiko) 2                              | | |         |                                     |
| Spielbericht                                                                | | |         |                                     |

Paulinho hatte in der 11. Minute die erste große Chance, den Favoriten in Führung zu bringen, nachdem Schär den Ball im Fünfmeterraum unfreiwillig auf ihn abgelegt hatte. In der 20. Minute schoss Coutinho mit einem unhaltbaren Fernschuss das 1:0. Die Schweiz, die in der 1. Halbzeit kaum Torchancen gehabt hatte, kam zu Beginn der zweiten Halbzeit nach einem Eckball zum Ausgleich: Zuber verschaffte sich im Fünfmeterraum Platz gegen seinen Gegenspieler Miranda und köpfte zum 1:1 ein. In den letzten Minuten der Partie hatte Brasilien noch einige Möglichkeiten, letztlich blieb es jedoch bei einem Unentschieden.

## Brasilien – Costa Rica 2:0 (0:0)
| Brasilien                                                                                  | Brasilien | Costa Rica | Costa Rica | Aufstellung                            |
| ------------------------------------------------------------------------------------------ | --- | --- | ---------- | -------------------------------------- |
| Brasilien                                                                                  | \| 2. Spieltag \| \| 22. Juni 2018 um 15:00 Uhr (14:00 Uhr MESZ) in Sankt Petersburg (Sankt-Petersburg-Stadion) \| \| Zuschauer: 64.468 \| \| Schiedsrichter: Björn Kuipers ( Niederlande) 3 \| \| Spielbericht \| | \| 2. Spieltag \| \| 22. Juni 2018 um 15:00 Uhr (14:00 Uhr MESZ) in Sankt Petersburg (Sankt-Petersburg-Stadion) \| \| Zuschauer: 64.468 \| \| Schiedsrichter: Björn Kuipers ( Niederlande) 3 \| \| Spielbericht \|                                                | Costa Rica | Aufstellung Brasilien gegen Costa Rica |
| Brasilien                                                                                  | Alisson – Fagner, Thiago Silva , João Miranda, Marcelo – Casemiro, Paulinho (68. Roberto Firmino) – Willian (46. Douglas Costa), Philippe Coutinho, Neymar – Gabriel Jesus (90.+3′ Fernandinho) Cheftrainer: Tite  | Keylor Navas – Cristian Gamboa (75. Francisco Calvo), Giancarlo González, Jhonny Acosta, Óscar Duarte, Bryan Oviedo – Johan Venegas, David Guzmán (83. Yeltsin Tejeda), Celso Borges, Bryan Ruiz – Marco Ureña (54. Christian Bolaños) Cheftrainer: Óscar Ramírez | Costa Rica | Aufstellung Brasilien gegen Costa Rica |
| Brasilien                                                                                  | 1:0 Coutinho (90.+1′) 2:0 Neymar (90.+7′) | | Costa Rica | Aufstellung Brasilien gegen Costa Rica |
| Brasilien                                                                                  | Neymar (81.), Coutinho (81.) | Acosta (84.) | Costa Rica | Aufstellung Brasilien gegen Costa Rica |
| Brasilien                                                                                  | Spieler des Spiels: Philippe Coutinho (Brasilien) | | Costa Rica | Aufstellung Brasilien gegen Costa Rica |
| 2. Spieltag                                                                                | | |            |                                        |
| 22. Juni 2018 um 15:00 Uhr (14:00 Uhr MESZ) in Sankt Petersburg (Sankt-Petersburg-Stadion) | | |            |                                        |
| Zuschauer: 64.468                                                                          | | |            |                                        |
| Schiedsrichter: Björn Kuipers ( Niederlande) 3                                             | | |            |                                        |
| Spielbericht                                                                               | | |            |                                        |

Brasilien entwickelte von Anfang an Druck, doch die beste Chance in der ersten Viertelstunde hatte der Costa-Ricaner Borges, er verzog freistehend aus zwölf Metern. Brasilien blieb dominant, blieb aber zu wenig konsequent. Nach der Halbzeit verstärkte sich der Druck, es lag unter anderem an Navas, dem Torhüter der Ticos, dass lange kein Gegentreffer fiel. Es war eine Halbzeit, die von vielen Fouls geprägt waren und in der auch Costa Rica zu vereinzelten Chancen kam. In der Schlussphase spielte Costa Rica auf Zeit und erst in der Nachspielzeit schaffte Brasilien den Führungstreffer durch Coutinho, Neymar doppelte in den Schlusssekunden nach.

## Serbien – Schweiz 1:2 (1:0)
| Serbien                                                         | Serbien | Schweiz | Schweiz | Aufstellung                       |
| --------------------------------------------------------------- | --- | --- | ------- | --------------------------------- |
| Serbien                                                         | \| 2. Spieltag \| \| 22. Juni 2018 um 20:00 Uhr in Kaliningrad (Kaliningrad-Stadion) \| \| Zuschauer: 33.167 \| \| Schiedsrichter: Felix Brych ( Deutschland) 4 \| \| Spielbericht \|                                                                                          | \| 2. Spieltag \| \| 22. Juni 2018 um 20:00 Uhr in Kaliningrad (Kaliningrad-Stadion) \| \| Zuschauer: 33.167 \| \| Schiedsrichter: Felix Brych ( Deutschland) 4 \| \| Spielbericht \|                                                                                              | Schweiz | Aufstellung Serbien gegen Schweiz |
| Serbien                                                         | Vladimir Stojković – Branislav Ivanović, Nikola Milenković, Duško Tošić, Aleksandar Kolarov – Nemanja Matić, Luka Milivojević (81. Nemanja Radonjić) – Dušan Tadić, Sergej Milinković-Savić, Filip Kostić (64. Adem Ljajić) – Aleksandar Mitrović Cheftrainer: Mladen Krstajić | Yann Sommer – Stephan Lichtsteiner , Fabian Schär, Manuel Akanji, Ricardo Rodríguez – Valon Behrami, Granit Xhaka – Xherdan Shaqiri, Blerim Džemaili (73. Breel Embolo), Steven Zuber (90.+4′ Josip Drmić) – Haris Seferović (46. Mario Gavranović) Cheftrainer: Vladimir Petković | Schweiz | Aufstellung Serbien gegen Schweiz |
| Serbien                                                         | 1:0 Mitrović (5.) | 1:1 Xhaka (52.) 1:2 Shaqiri (90.) | Schweiz | Aufstellung Serbien gegen Schweiz |
| Serbien                                                         | Milinković-Savić (33.), Milivojević (39.), Matić (45.+2′), Mitrović (87.) | Shaqiri (90.+1′) | Schweiz | Aufstellung Serbien gegen Schweiz |
| Serbien                                                         | Spieler des Spiels: Xherdan Shaqiri (Schweiz) | | Schweiz | Aufstellung Serbien gegen Schweiz |
| 2. Spieltag                                                     | | |         |                                   |
| 22. Juni 2018 um 20:00 Uhr in Kaliningrad (Kaliningrad-Stadion) | | |         |                                   |
| Zuschauer: 33.167                                               | | |         |                                   |
| Schiedsrichter: Felix Brych ( Deutschland) 4                    | | |         |                                   |
| Spielbericht                                                    | | |         |                                   |

In der fünften Minute köpfte Mitrović nach einer Flanke von Tadić ins Schweizer Tor ein. In der Folge war es auch Serbien, das mehrere Chancen hatte, während es den Schweizern an Durchschlagskraft fehlte, abgesehen davon, dass Džemaili mehrere große Chancen hatte. In der zweiten Halbzeit traf Xhaka für die Schweiz in der 52. Minute mit einem Weitschuss zum Ausgleich. Nach dieser Schweizer Druckphase wurden Serbien wieder spielbeherrschend. In der Schlussphase suchten beide Mannschaften das Tor, wobei die Schweiz hier mehr Zug entwickelte. Ein Konter in der 90. Minute sorgte dann den Siegestreffer für die Schweiz, eingeleitet durch einen weiten Pass von Gavranović auf Shaqiri.
Nachdem die Schweizer Spieler Xhaka, Shaqiri und Lichtsteiner auf dem Platz mit ihren Händen einen Doppeladler formten, das ein Symbol der Flagge Albaniens darstellt, wurde ihnen von der FIFA im Rahmen eines Disziplinarverfahrens eine Geldstrafe auferlegt, Xhaka und Shaqiri mit je 10 000 Franken, Lichtsteiner mit 5 000 Franken. Krstajić, der Trainer Serbiens, muss auf Grund seines Den-Haag-Vergleichs gegen den Schiedsrichter Brych eine Geldstrafe von 5 000 Franken bezahlen, nachdem dieser aus Sicht Serbiens einen Strafstoß für Serbien in der 66. Minute unterließ. Der serbische Verband muss darüber hinaus 54 000 Franken für „diskriminierende Banner“ und Schlachtrufe durch die Fans bezahlen.

## Serbien – Brasilien 0:2 (0:1)
| Serbien                                                                 | Serbien | Brasilien | Brasilien | Aufstellung                         |
| ----------------------------------------------------------------------- | --- | --- | --------- | ----------------------------------- |
| Serbien                                                                 | \| 3. Spieltag \| \| 27. Juni 2018 um 21:00 Uhr (20:00 Uhr MESZ) in Moskau (Spartak-Stadion) \| \| Zuschauer: 44.190 \| \| Schiedsrichter: Alireza Faghani ( Iran) \| \| Spielbericht \| | \| 3. Spieltag \| \| 27. Juni 2018 um 21:00 Uhr (20:00 Uhr MESZ) in Moskau (Spartak-Stadion) \| \| Zuschauer: 44.190 \| \| Schiedsrichter: Alireza Faghani ( Iran) \| \| Spielbericht \|                    | Brasilien | Aufstellung Serbien gegen Brasilien |
| Serbien                                                                 | Vladimir Stojković – Antonio Rukavina, Nikola Milenković, Miloš Veljković, Aleksandar Kolarov – Nemanja Matić, Sergej Milinković-Savić – Dušan Tadić, Adem Ljajić (75. Andrija Živković), Filip Kostić (82. Nemanja Radonjić) – Aleksandar Mitrović (89. Luka Jović) Cheftrainer: Mladen Krstajić | Alisson – Fagner, Thiago Silva, João Miranda , Marcelo (10. Filipe Luis) – Paulinho (66. Fernandinho), Casemiro – Willian, Philippe Coutinho (80. Renato Augusto), Neymar – Gabriel Jesus Cheftrainer: Tite | Brasilien | Aufstellung Serbien gegen Brasilien |
| Serbien                                                                 | 0:1 Paulinho (36.) 0:2 Silva (68.) | | Brasilien | Aufstellung Serbien gegen Brasilien |
| Serbien                                                                 | Ljajić (33.), Matić (48.), Mitrović (70.) | | Brasilien | Aufstellung Serbien gegen Brasilien |
| Serbien                                                                 | Spieler des Spiels: Paulinho (Brasilien) | | Brasilien | Aufstellung Serbien gegen Brasilien |
| 3. Spieltag                                                             | | |           |                                     |
| 27. Juni 2018 um 21:00 Uhr (20:00 Uhr MESZ) in Moskau (Spartak-Stadion) | | |           |                                     |
| Zuschauer: 44.190                                                       | | |           |                                     |
| Schiedsrichter: Alireza Faghani ( Iran)                                 | | |           |                                     |
| Spielbericht                                                            | | |           |                                     |

## Schweiz – Costa Rica 2:2 (1:0)
| Schweiz                                                                                    | Schweiz | Costa Rica | Costa Rica | Aufstellung                          |
| ------------------------------------------------------------------------------------------ | --- | --- | ---------- | ------------------------------------ |
| Schweiz                                                                                    | \| 3. Spieltag \| \| 27. Juni 2018 um 21:00 Uhr (20:00 Uhr MESZ) in Nischni Nowgorod (Stadion Nischni Nowgorod) \| \| Zuschauer: 43.319 \| \| Schiedsrichter: Clément Turpin ( Frankreich) \| \| Spielbericht \|                                                              | \| 3. Spieltag \| \| 27. Juni 2018 um 21:00 Uhr (20:00 Uhr MESZ) in Nischni Nowgorod (Stadion Nischni Nowgorod) \| \| Zuschauer: 43.319 \| \| Schiedsrichter: Clément Turpin ( Frankreich) \| \| Spielbericht \|                                                        | Costa Rica | Aufstellung Schweiz gegen Costa Rica |
| Schweiz                                                                                    | Yann Sommer – Stephan Lichtsteiner , Fabian Schär, Manuel Akanji, Ricardo Rodríguez – Valon Behrami (60. Denis Zakaria), Granit Xhaka – Xherdan Shaqiri (81. Michael Lang), Blerim Džemaili, Breel Embolo – Mario Gavranović (69. Josip Drmić) Cheftrainer: Vladimir Petković | Keylor Navas – Cristian Gamboa (90.+3′ Ian Smith), Jhonny Acosta, Giancarlo González, Kendall Waston, Bryan Oviedo – Daniel Colindres (81. Rodney Wallace), Celso Borges, David Guzmán (90.+1′ Randall Azofeifa), Bryan Ruiz – Joel Campbell Cheftrainer: Óscar Ramírez | Costa Rica | Aufstellung Schweiz gegen Costa Rica |
| Schweiz                                                                                    | 1:0 Džemaili (31.) 2:1 Drmić (88.) | 1:1 Waston (56.) 2:2 Sommer (90.+3′, Eigentor) | Costa Rica | Aufstellung Schweiz gegen Costa Rica |
| Schweiz                                                                                    | Lichtsteiner (37.), Zakaria (75.), Schär (83.) | Gamboa (11.), Campbell (29.), Waston (89.) | Costa Rica | Aufstellung Schweiz gegen Costa Rica |
| Schweiz                                                                                    | Bryan Ruiz schießt Foulelfmeter an die Latte (90.+3'). Vom Querbalken prallte der Ball an Sommers Hinterkopf und von dort ins Tor. Der Treffer wurde von der FIFA als Eigentor gewertet.                                                                                      | | Costa Rica | Aufstellung Schweiz gegen Costa Rica |
| Schweiz                                                                                    | Spieler des Spiels: Blerim Džemaili (Schweiz) | | Costa Rica | Aufstellung Schweiz gegen Costa Rica |
| 3. Spieltag                                                                                | | |            |                                      |
| 27. Juni 2018 um 21:00 Uhr (20:00 Uhr MESZ) in Nischni Nowgorod (Stadion Nischni Nowgorod) | | |            |                                      |
| Zuschauer: 43.319                                                                          | | |            |                                      |
| Schiedsrichter: Clément Turpin ( Frankreich)                                               | | |            |                                      |
| Spielbericht                                                                               | | |            |                                      |